# Liste der Mitglieder der Deutschen Akademie der Naturforscher Leopoldina/1662
Die Liste der Mitglieder der Deutschen Akademie der Naturforscher Leopoldina für 1662 enthält alle Personen, die im Jahr 1662 zum Mitglied ernannt wurden. Insgesamt gab es zwei neu gewählte Mitglieder.

## Mitglieder
| Nr. | Name                                 | Beiname     | Geboren       | Aufnahme | Gestorben    | Bild                                 |
| --- | ------------------------------------ | ----------- | ------------- | -------- | ------------ | ------------------------------------ |
| 24  | Johannes Jakob Wittig                |             | 30. Mai 1634  | 29. Jul. | 17. Mai 1663 |                                      |
| 25  | Georg Christoph Petri von Hartenfels | Achilles I. | 13. Feb. 1633 | 29. Jul. | 6. Juni 1718 | Georg Christoph Petri von Hartenfels |